# Ferdinand von Voß-Buch

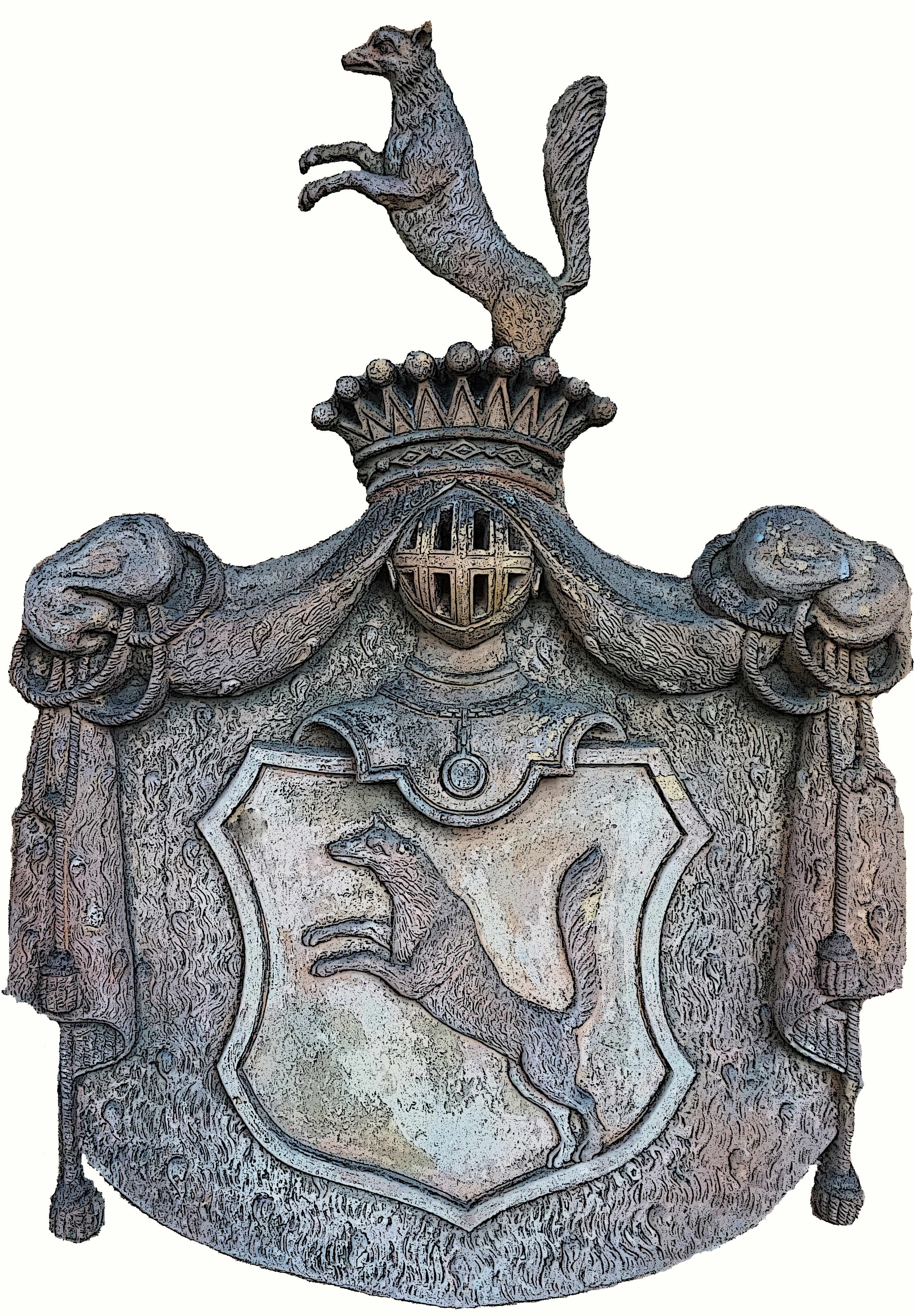
Les armoiries des comtes von Voß Buch sur l'église du château de Berlin Buch

Ferdinand August Hans Friedrich von Voß-Buch, comte von Voß-Buch de 1864, (né le 17 octobre 1788 à Vielbaum et mort le 1er juillet 1871 à Berlin) est un général d'infanterie prussien.

## Biographie

### Origine
Ferdinand est issu de la famille noble du Mecklembourg von Voß (de). Il est le fils d'Albrecht Leopold von Voß-Buch (né le 22 février 1763 et mort le 31 mai 1793) et de son épouse Auguste Albertine Ehrengard, née comtesse von der Schulenburg (née le 8 avril 1764 et morte le 10 octobre 1810). Les parents divorcent en 1790 et son père épouse alors une des Wolky. Son père est capitaine et adjudant d'inspection du général von Kalkreuth. Il meurt au siège de Mayence. Son demi-frère Ludwig (1793-1849) meurt du choléra en tant que colonel prussien et commandant du 5e régiment de hussards (de). Sa tante Julie Amalie Elisabeth (morte le 25 mars 1789) est mariée morganatiquement au roi Frédéric-Guillaume II et est nommée par lui comtesse d'Ingenheim.

### Carrière militaire
Après la mort prématurée de son père, Voß est d'abord élevé par son oncle, le ministre Otto von Voß, puis par le conseiller du consistoire et prédicateur de la cour Johann David Arendt (1741–1815) à Custrin.
En 1799, son oncle reçoit du roi Frédéric-Guillaume III, la promesse d'emmener le garçon dans le régiment de la Garde. Voß est nommé caporal privé dans le régiment de la Garde le 16 février 1802 et prête serment le 18 octobre 1792. En tant qu'enseigne, il participa à la bataille d'Auerstaedt lors de la guerre de la Quatrième Coalition, est fait prisonnier lors de la capitulation de Prenzlau et placé inactif.
Après sa libération, Voß vit à Havelberg. Au début de la guerre de la cinquième coalition, il tente d'entrer au service de l'Autriche en 1809, mais ne reçoit pas l'approbation du roi Frédéric-Guillaume III. En janvier 1810, Voß est affecté au régiment de la Garde en tant que sous-lieutenant et est mis en service le 13 mai 1811 avec un brevet daté du 19 août 1806. Le 24 mars 1812, il est regroupé et reçu l'ordre de servir avec le général von Kleist. Le 11 avril 1812, il est nommé adjudant. À ce poste, Voß participe à la campagne de Prusse en 1812 et combat devant Riga ainsi qu'à Eckau, Wollgund et Gräfenthal. Après la campagne, il est promu premier lieutenant le 15 juin 1813. Pendant la campagne d'Allemagne, Voß participe aux sièges de Wittemberg et de Montmédy ainsi qu'aux batailles d'Halle (de) et de Waldau. Il combat également dans les batailles de Lützen, Bautzen, Dresde, Kulm, Leipzig, Laon et Paris. Pour Bautzen, il reçoit la croix de fer de 2e classe et pour Paris, Voß reçoit la croix de 1re classe. Pendant ce temps, il est promu capitaine d'état-major le 9 mai 1814.
Le 8 avril 1815, Voß est transféré à l'adjudant-major, tout en restant affecté au 1er régiment à pied de la Garde. Il est promu capitaine le 9 juin 1815 avec un brevet du 17 février 1815 et major le 30 mars 1817 avec un brevet du 3 avril 1817. Le 10 janvier 1820, il est nommé commandant de bataillon du 13e régiment d'infanterie et le 5 juin 1821 au commandant du 3e bataillon du 31e régiment de Landwehr à Naumbourg. Il est nommé du 15 mai 1828 au 21 juillet 1829 en tant que commandant du bataillon de fusiliers au 20e régiment d'infanterie (pl). Voß occupe ensuite le même poste dans le 1er régiment de grenadiers de la Garde. Le 30 mars 1832, il est chargé de diriger le 38e régiment de fusiliers. Peu de temps après, sous la direction du 20e régiment d'infanterie de Landwehr, Voß est nommé commandant de ce régiment le 24 septembre 1832. Le 14 janvier 1833, Voß devient commandant du 1er régiment de grenadiers de la Garde et est promu lieutenant-colonel le 30 mars 1833 avec un brevet daté du 8 avril 1833. À ce poste, Voß reçoit l'Ordre de Sainte-Anne de 2e classe le 26 septembre 1834 et promu colonel le 30 mars 1835. De plus, le 26 novembre 1836, Voß est nommé membre de la commission chargée de réviser les lois militaires. Le 8 juin 1838, Voß reçoit l'Ordre de Saint-Vladimir de 3e classe. Le 7 septembre 1840, il est transféré à Magdebourg et devient commandant de la 7e brigade de Landwehr et promu général de division le 19 septembre 1840 avec un brevet daté du 16 septembre 1840. Du 24 février 1846 au 4 mars 1848, Voß sert comme commandant de la 5e brigade d'infanterie à Francfort-sur-l'Oder puis en tant que commandant de la 8e division d'infanterie et commandant de la forteresse d'Erfurt. À ce poste, il est promu lieutenant général le 10 mai 1848. À l'occasion de son 50e anniversaire de service, le roi Frédéric-Guillaume IV lui décerne l'ordre de l'Aigle rouge, de 1re classe avec feuilles de chêne, le 10 octobre 1852. En juillet 1853, Voß est chargé par la Confédération germanique d'inspecter les contingents de troupes de Saxe-Weimar-Eisenach, des États d'Anhalt, de Hesse-Hombourg, de Schaumbourg-Lippe et de Waldeck. Avec le caractère de général d'infanterie, Voß prend sa retraite le 28 mars 1854 avec la pension légale.
Après ses adieux, il est élevé au rang de comte prussien le 3 février 1864 en tant que troisième comte de Voß-Buch et mis à disposition le 6 avril 1865 avec sa pension actuelle. Le 24 juin 1871, le roi Guillaume Ier lui décerne l'uniforme du 1er régiment à pied de la Garde.
Voß est seigneur de Buch, Karow, Birkholz, Wartenberg, Stavenow, Neblin et chevalier de l' ordre de Saint-Jean. Après sa mort, il est enterré à Buch le 4 juillet 1871.

### Famille
Voß se marie avec Julie Karoline Albertine comtesse Finck von Finckenstein (née le 7 avril 1793 et morte le 9 janvier 1877) à Madlitz le 28 janvier 1822. Elle est la fille du président du gouvernement prussien Friedrich Ludwig Karl Finck von Finckenstein. Le mariage reste sans enfant. Son neveu Gustav Leopold Hermann Otto Siegfried von Voß (né le 11 avril 1822 et mort le 23 décembre 1892) devient l'héritier. Gustav von Voß hérite également du titre de comte, est plus récemment lieutenant-colonel, chevalier légal de l'Ordre de Saint-Jean et, par le mariage d'Amalie, comtesse Finck von Finckenstein-Alt-Madlitz.